# Campeonato da Alemanha de Ciclismo em Estrada

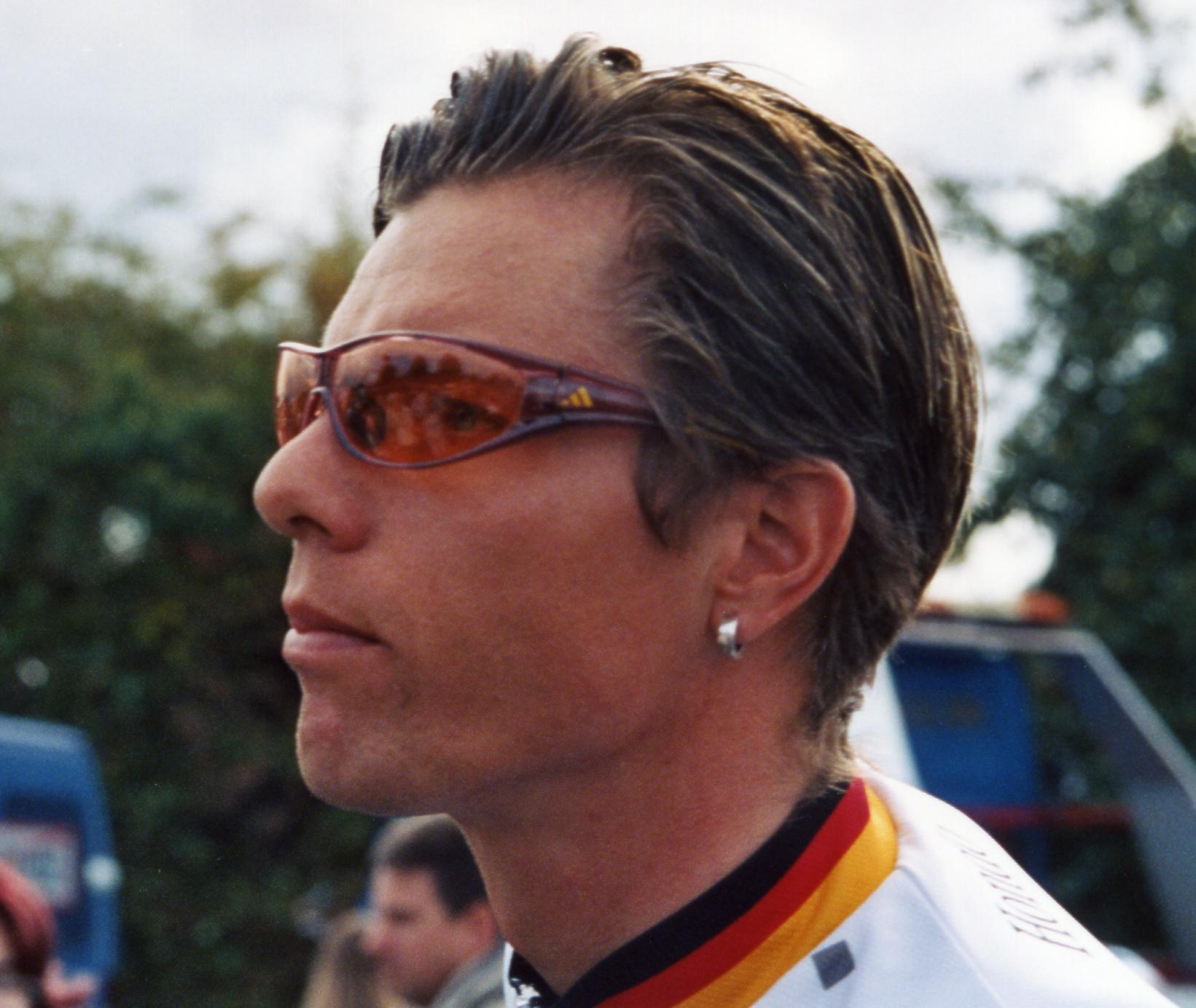
Danilo Hondo Campeão em 2002

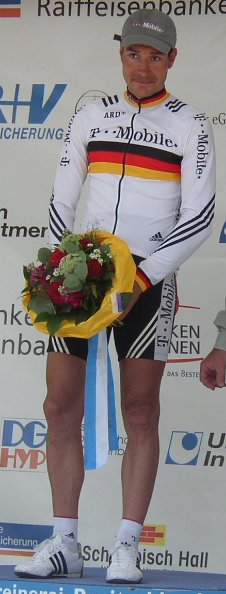
Erik Zabel Campeão em 2003

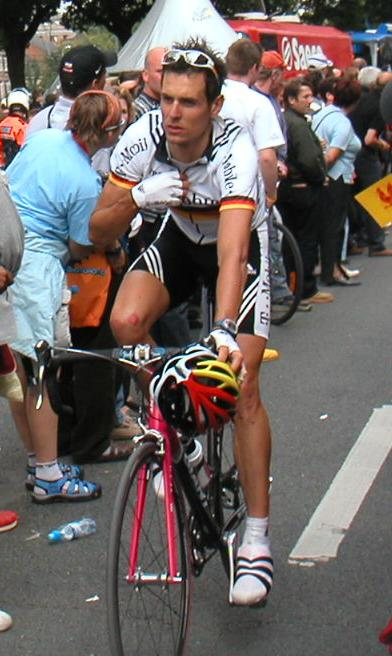
Andreas Klöden com o maillot de campeão da Alemanha

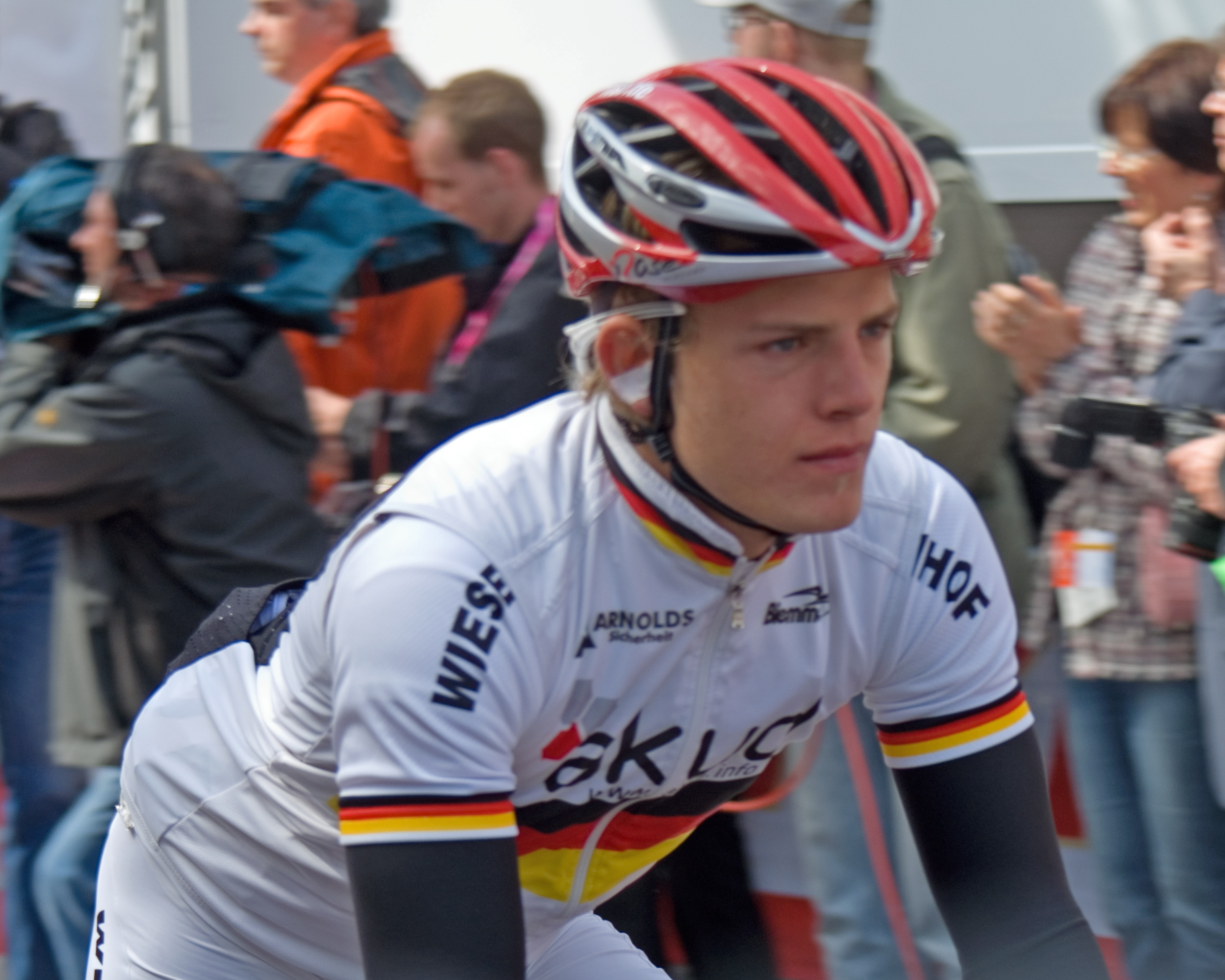
Gerald Ciolek campeão em 2005

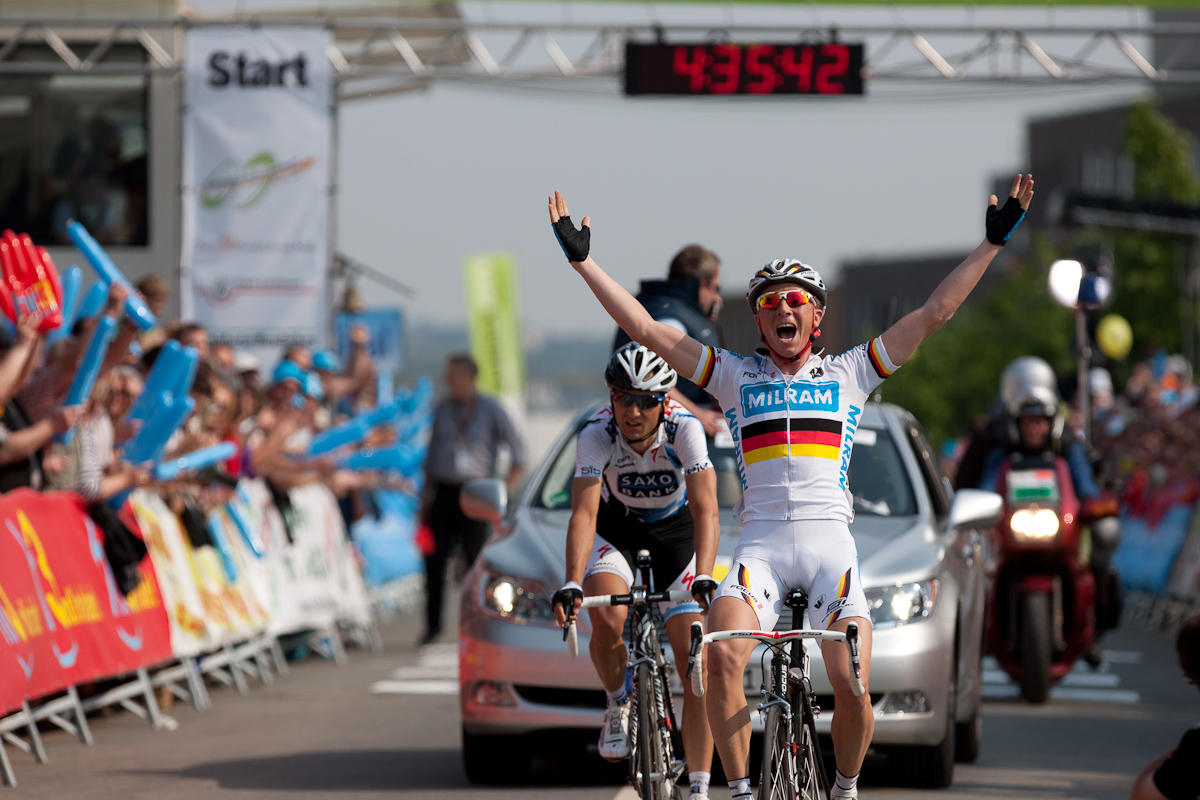
Fabian Wegmann com o maillot de campeão da Alemanha

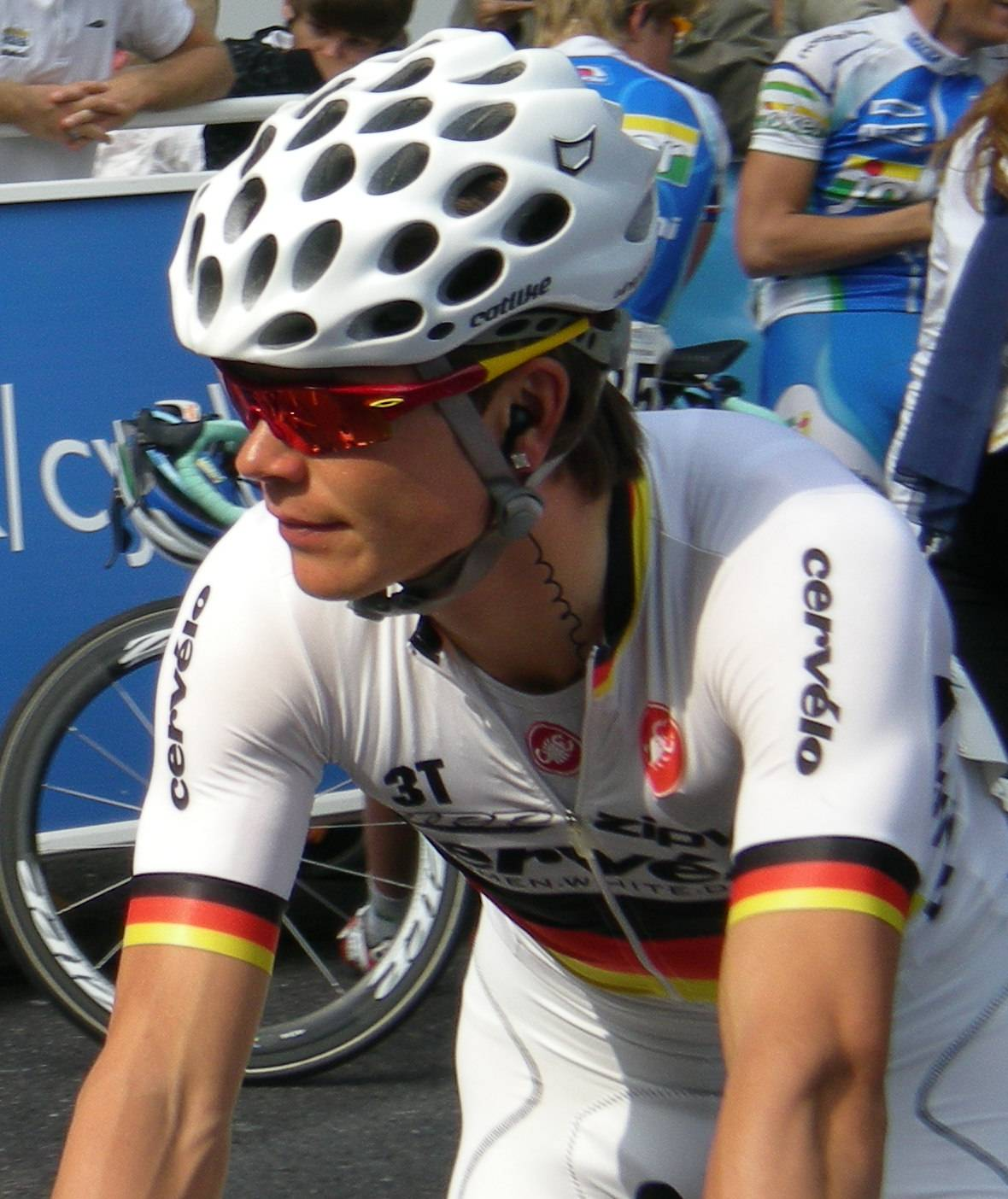
Martin Reimer em 2009, com o maillot de Campeão da Alemanha

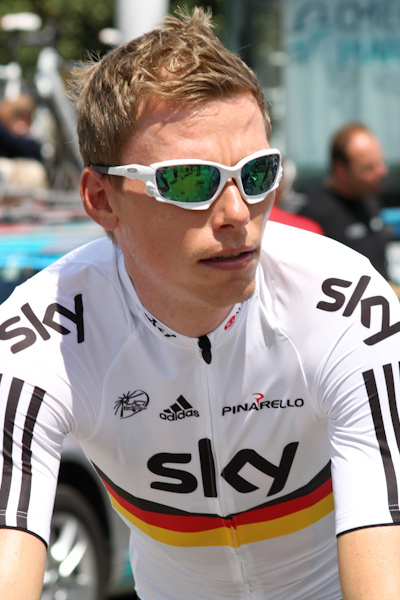
Christian Knees, campeão em 2010

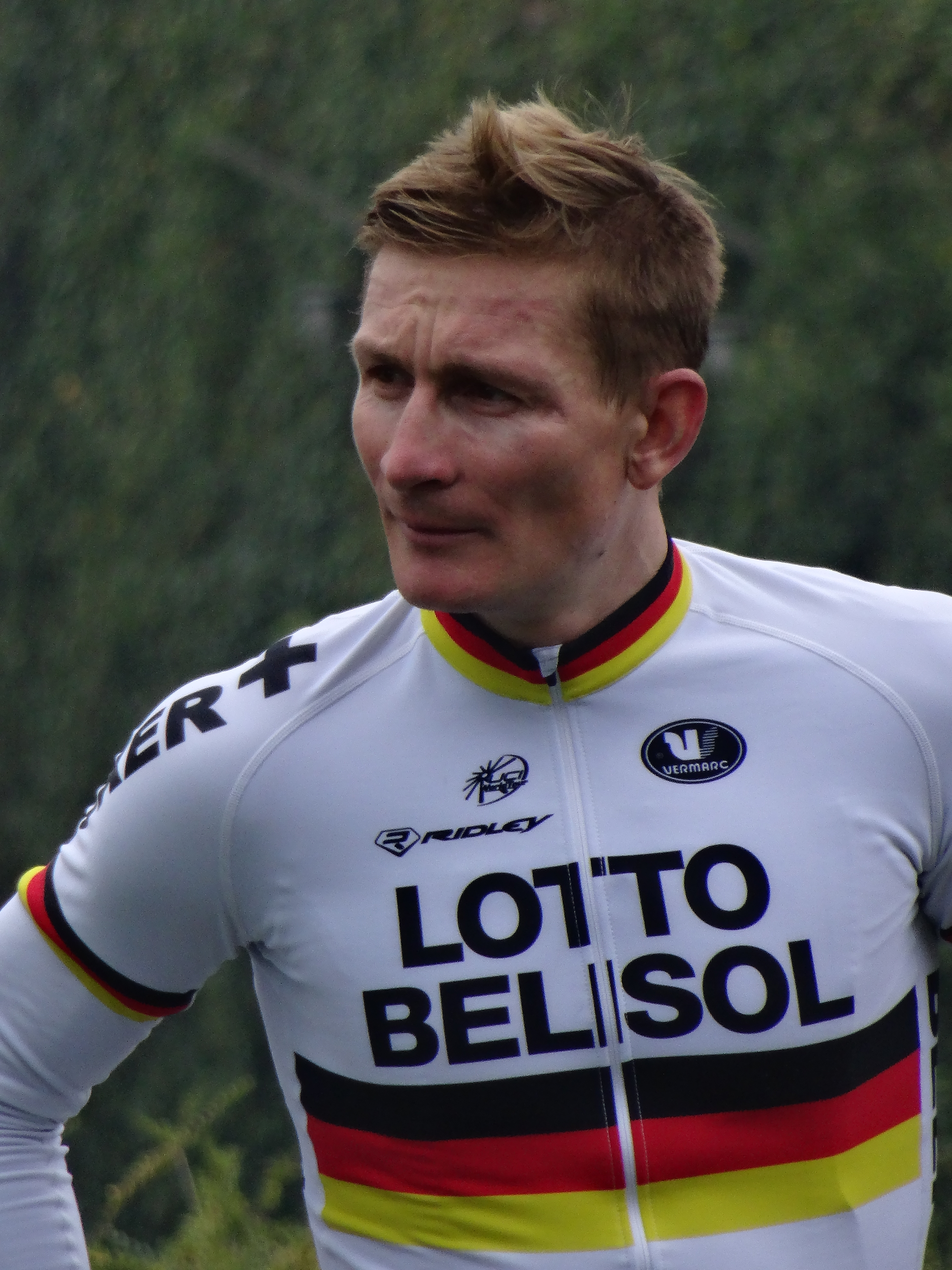
André Greipel, campeão em 2013, 2014 e 2016

Os Campeonatos da Alemanha de Ciclismo em Estrada organizam-se anualmente desde o ano de 1910 para determinar o campeão ciclista da Alemanha de cada ano. O título outorga-se ao vencedor de uma única corrida. O vencedor obtém o direito a portar um maillot com as cores da bandeira alemã até ao Campeonato da Alemanha do ano seguinte.
O campeonato não se disputou nos anos 1911, 1912, do 1914 ao 1918, 1926, do 1929 ao 1933 e do 1942 ao 1945, por problemas políticos.

## Palmarés

### Competições masculinas

#### Profissional
| Ano  | Ganhador              | Segundo              | Terceiro               |
| 1910 | Karl Wittig           | Arno Ritter          | G. Schonweiss          |
| 1913 | Ernst Franz           | Erich Aberger        | Fritz Bauer            |
| 1919 | Richard Golle         | Paul Koch            | Wilhelm Franke         |
| 1920 | Paul Koch             | Adolf Huschke        | Felix Manthey          |
| 1921 | Adolf Huschke         | Paul Kohl            | Fritz Fischer          |
| 1922 | Richard Huschke       | Adolf Huschke        | Jean Steingass         |
| 1923 | Richard Golle         | Erich Aberger        | Paul Kohl              |
| 1924 | Paul Kohl             | Karl Pfister         | Gustav Nagel           |
| 1925 | Richard Huschke       | Paul Kroll           | Paul Kohl              |
| 1928 | Felix Manthey         | Herbert Nebe         | Bruno Wolke            |
| 1934 | Kurt Stoepel          | Ludwig Geyer         | Anton Hodey            |
| 1935 | Bruno Roth            | Oskar Thierbach      | Georg Stach            |
| 1936 | Georg Umbenhauer      | Erich Bautz          | Emil Kijewski          |
| 1937 | Erich Bautz           | Emil Kijewski        | Hermann Buse           |
| 1938 | Jupp Arents           | Bruno Roth           | Fritz Scheller         |
| 1939 | Walter Loeber         | Paul Langhoff        | Albert Plappert        |
| 1940 | Georg Stach           | Herbert Gerber       | Fritz Scheller         |
| 1941 | Erich Bautz           | Karl Weimer          | Herbert Hackebeil      |
| 1946 | Karl Kittsteiner      | Sepp Berger          | Ludwig Hörmann         |
| 1947 | Georg Voggenreiter    | Karl Singer          | Otto Ziege             |
| 1948 | Otto Schenk           | Heinrich Schwarzer   | Georg Voggenreiter     |
| 1949 | Ludwig Hoermann       | Heinrich Schwarzer   | Gunther Bintner        |
| 1949 | Otto Ziege            | Erich Bautz          | Gunther Pankoke        |
| 1950 | Erich Bautz           | Hubert Schwarzenberg | Ludwig Hörmann         |
| 1951 | Ludwig Hörmann        |                      |                        |
| 1952 | Ludwig Hörmann        | Karl Weimer          | Heinrich Schwarzer     |
| 1953 | Heinz Muller          | Hans Preiskeit       | Matthias Pfannenmuller |
| 1954 | Hermann Schild        | Gunther Pankoke      | Hubert Schwarzenberg   |
| 1955 | Hans Preiskeit        | Hans Junkermann      | Hermann Schild         |
| 1956 | Valentin Petry        | Horst Backat         | Heinz Muller           |
| 1957 | Franz Reitz           | Horst Tuller         | Karl-Heinz Kramer      |
| 1958 | Klaus Bugdahl         | Hans Junkermann      | Franz Reitz            |
| 1959 | Hans Junkermann       | Franz Reitz          | Gunther Debusmann      |
| 1960 | Hans Junkermann       | Horst Tuller         | Lothar Friedrich       |
| 1961 | Hans Junkermann       | Dieter Puschel       | Ludwig Troche          |
| 1962 | Dieter Puschel        | Rudi Altig           | Horst Oldenburg        |
| 1963 | Sigi Renz             | Rolf Wolfshohl       | Horst Oldenburg        |
| 1964 | Rudi Altig            | Winfried Boelke      | Hans Junkermann        |
| 1965 | Winfried Boelke       | Peter Glemser        | Hans Junkermann        |
| 1966 | Winfried Boelke       | Wolfgang Schulze     | Wilfried Peffgen       |
| 1967 | Winfried Boelke       | Herbert Wilde        | Hans Junkermann        |
| 1968 | Rolf Wolfshohl        | Winfried Boelke      | Hans Junkermann        |
| 1969 | Peter Glemser         | Wilfried Peffgen     | Ernst Streng           |
| 1970 | Rudi Altig            | Peter Glemser        | Winfried Boelke        |
| 1971 | Jurgen Tschan         | Dieter Puschel       | Dieter Kemper          |
| 1972 | Wilfried Peffgen      | Karl-Heinz Muddemann | Klaus Bugdahl          |
| 1974 | Gunther Haritz        | Karl-Heinz Kuster    | Wolfgang Schulze       |
| 1975 | Dietrich Thurau       | Gunther Haritz       | Dieter Puschel         |
| 1976 | Dietrich Thurau       | Jürgen Tschan        | Gunther Haritz         |
| 1977 | Jurgen Kraft          | Hans Hindelang       | Jürgen Tschan          |
| 1978 | Gregor Braun          | Klaus-Peter Thaler   | Hans-Peter Jakst       |
| 1979 | Hans-Peter Jakst      | Gunther Haritz       | Harald Maier           |
| 1980 | Gregor Braun          | Klaus Peter Thaler   | Dietrich Thurau        |
| 1981 | Hans Neumayer         | Hans-Peter Jakst     | Hans Hindelang         |
| 1982 | Hans Neumayer         | Uwe Bolten           | Stefan Schropfer       |
| 1983 | Gregor Braun          | Raimund Dietzen      | Uwe Bolten             |
| 1984 | Raimund Dietzen       | Uwe Bolten           | Gotz Heine             |
| 1985 | Rolf Gölz             | Gregor Braun         | Peter Hilse            |
| 1986 | Raimund Dietzen       | Peter Hilse          | Stefan Schropfer       |
| 1987 | Peter Hilse           | Volker Diehl         | Andreas Kappes         |
| 1988 | Harmut Bolts          | Andreas Kappes       | -                      |
| 1989 | Dariusz Kajzer        | Peter Hilse          | Peter Gansler          |
| 1990 | Udo Bölts             | Olaf Ludwig          | Dariusz Kajzer         |
| 1991 | Falk Boden            | Kai Hundertmarck     | Mario Kummer           |
| 1992 | Heinrich Trumheller   | Rolf Aldag           | Kai Hundertmarck       |
| 1993 | Bernd Grone           | Jens Heppner         | Udo Bölts              |
| 1994 | Jens Heppner          | Christian Henn       | Andreas Kappes         |
| 1995 | Udo Bölts             | Jens Heppner         | Rolf Aldag             |
| 1996 | Christian Henn        | Jan Ullrich          | Udo Bölts              |
| 1997 | Jan Ullrich           | Rolf Aldag           | Erik Zabel             |
| 1998 | Erik Zabel            | Jan Ullrich          | Jörg Jaksche           |
| 1999 | Udo Bölts             | Kai Hundertmarck     | Erik Zabel             |
| 2000 | Rolf Aldag            | Steffen Wesemann     | Udo Bölts              |
| 2001 | Jan Ullrich           | Erik Zabel           | Christian Wegmann      |
| 2002 | Danilo Hondo          | Uwe Peschel          | Erik Zabel             |
| 2003 | Erik Zabel            | Patrik Sinkewitz     | Fabian Wegmann         |
| 2004 | Andreas Klöden        | Stefan Schumacher    | Fabian Wegmann         |
| 2005 | Gerald Ciolek         | Robert Förster       | Erik Zabel             |
| 2006 | Dirk Müller           | Matthias Kessler     | Jens Voigt             |
| 2007 | Fabian Wegmann        | Patrik Sinkewitz     | Christian Knees        |
| 2008 | Fabian Wegmann        | Erik Zabel           | Gerald Ciolek          |
| 2009 | Martin Reimer         | Dominik Klemme       | Roger Kluge            |
| 2010 | Christian Knees       | Steffen Radochla     | Andreas Schillinger    |
| 2011 | Robert Wagner         | Gerald Ciolek        | John Degenkolb         |
| 2012 | Fabian Wegmann        | Linus Gerdemann      | Julian Kern            |
| 2013 | André Greipel         | Gerald Ciolek        | John Degenkolb         |
| 2014 | André Greipel         | John Degenkolb       | Phil Bauhaus           |
| 2015 | Emanuel Buchmann      | Nikias Arndt         | Marcus Burghardt       |
| 2016 | André Greipel         | Max Walscheid        | Marcel Kittel          |
| 2017 | Marcus Burghardt      | Emanuel Buchmann     | John Degenkolb         |
| 2018 | Pascal Ackermann      | John Degenkolb       | Max Walscheid          |
| 2019 | Maximilian Schachmann | Marcus Burghardt     | Andreas Schillinger    |
| 2020 | Marcel Meisen         | Pascal Ackermann     | Alexander Krieger      |
| 2021 | Maximilian Schachmann | Jonas Koch           | Georg Zimmermann       |

### Corrida em linha amadores
| Ano  | Campeão                   | Segundo            | Terceiro         |
| 1920 | Hermann Klinke            |                    |                  |
| 1921 | Mathias Schlembach        |                    |                  |
| 1922 | Mathias Schlembach        |                    |                  |
| 1923 | Otto Papenfuß             |                    |                  |
| 1924 | Erich Möller              |                    |                  |
| 1925 | Hans Hundertmarck         |                    |                  |
| 1926 | Alfred Schmidt            |                    |                  |
| 1927 | Heinrich Keßmeier         |                    |                  |
| 1928 | Karl Koch                 |                    |                  |
| 1929 | Rudolf Risch              |                    |                  |
| 1930 | Walter Hoffmann           |                    |                  |
| 1931 | August Brandes            |                    |                  |
| 1932 | Fritz Scheller            |                    |                  |
| 1933 | Jupp Arents               |                    |                  |
| 1934 | Sebastian Krückl          |                    |                  |
| 1935 | Berthold Böhm             |                    |                  |
| 1936 | Fritz Scheller            |                    |                  |
| 1937 | Fritz Scheller            |                    |                  |
| 1938 | Herbert Schmidt           |                    |                  |
| 1939 | Ludwig Hörmann            |                    |                  |
| 1940 | Karl Kittsteiner          |                    |                  |
| 1941 | Franz Bronold             | Hans Preiskeit     | Rudolf Valenta   |
| 1942 | Ludwig Hörmann            |                    |                  |
| 1943 | Harry Saager              |                    |                  |
| 1944 | Rudi Mirke                |                    |                  |
| 1947 | Heinrich Rühl             |                    |                  |
| 1948 | Eugen Hasenforther        |                    |                  |
| 1949 | Walter Schürmann          | Paul Jagodzinski   | Rudi Theissen    |
| 1950 | Alois Schmid              |                    |                  |
| 1951 | Horst Holzmann            |                    |                  |
| 1952 | Walter Becker             |                    |                  |
| 1953 | Edi Ziegler               |                    |                  |
| 1954 | Paul Maue                 |                    |                  |
| 1955 | Karl Loy                  |                    |                  |
| 1956 | Hanns Brinckmann          |                    |                  |
| 1957 | Friedhelm Fischerkeller   |                    |                  |
| 1958 | Friedhelm Fischerkeller   |                    |                  |
| 1959 | Günter Tüller             |                    |                  |
| 1960 | Klaus Nadler              |                    |                  |
| 1961 | Karl-Heinz Kunde          |                    |                  |
| 1962 | Winfried Bölke            |                    |                  |
| 1963 | Andreas Ziegler           |                    |                  |
| 1964 | Jürgen Goletz             |                    |                  |
| 1965 | Wilfried Peffgen          |                    |                  |
| 1966 | Paul Unterkircher         |                    |                  |
| 1967 | Jürgen Walter             |                    |                  |
| 1968 | Burkhard Ebert            |                    |                  |
| 1969 | Michael Becker            |                    |                  |
| 1970 | Erwin Derlick             |                    |                  |
| 1971 | Dieter Leitner            |                    |                  |
| 1972 | Alfred Gaida              |                    |                  |
| 1973 | Burckhard Bremer          |                    |                  |
| 1974 | Klaus-Peter Thaler        |                    |                  |
| 1975 | Wilfried Trott            |                    |                  |
| 1976 | Klaus-Peter Thaler        |                    |                  |
| 1977 | Wilfried Trott            |                    |                  |
| 1978 | Friedrich von Loeffelholz |                    |                  |
| 1979 | Peter Kehl                |                    |                  |
| 1980 | Hans Neumayer             |                    |                  |
| 1981 | Reimund Dietzen           |                    |                  |
| 1982 | Dieter Burkhardt          |                    |                  |
| 1983 | Dieter Flögel             |                    |                  |
| 1984 | Thomas Freienstein        |                    |                  |
| 1985 | Michael Schenk            |                    |                  |
| 1986 | Werner Stauff             |                    |                  |
| 1987 | Hartmut Bölts             |                    |                  |
| 1988 | Bernd Gröne               |                    |                  |
| 1989 | Uwe Winter                |                    |                  |
| 1990 | Gerhard Dummert           |                    |                  |
| 1991 | Steffen Riñón             |                    |                  |
| 1992 | Stephan Gottschling       | Thomas Fleischer   | Steffen Wesemann |
| 1993 | Bert Dietz                | Uwe Peschel        | Christian Meyer  |
| 1994 | Dirk Baldinger            | Tobias Steinhauser | Ralf Schmidt     |

### Corrida em linha sub-23
| Ano  | Campeão          | Segundo           | Terceiro            |
| 2009 | Dominik Nerz     | John Degenkolb    | Julian Kern         |
| 2010 | John Degenkolb   | Michel Koch       | Martin Gründer      |
| 2011 | Fabian Schnaidt  | Ralf Matzka       | Rüdiger Selig       |
| 2012 | Rick Zabel       | Nikodemus Holler  | Michel Koch         |
| 2013 | Silvio Herklotz  | Maximilian Werda  | Raphael Freienstein |
| 2014 | Max Walscheid    | Phil Bauhaus      | Erik Bothe          |
| 2015 | Nils Politt      | Moritz Backofen   | Nico Denz           |
| 2016 | Pascal Ackermann | Konrad Geßner     | Willi Willwohl      |
| 2017 | Max Kanter       | Simon Laib        | Christian Koch      |
| 2018 | Max Kanter       | Jonas Rutsch      | Aarón Grosser       |
| 2019 | Leon Heinschke   | Johannes Adamietz | Henrik Pakalski     |
| 2021 | Kim Heiduk       | Michel Hessmann   | Jakob Geßner        |

- Vários títulos :
  - 2 : Max Kanter

### Competições femininas

#### Profissional
| Ano  | Ganhador            | Segundo              | Terceiro             |
| ---- | ------------------- | -------------------- | -------------------- |
| 1968 | Monika Maklas       | Ursula Bürger        | Gisela Nagel         |
| 1970 | Ingrid Persohn      | Ursula Bürger        | Doris Matwew         |
| 1971 | Ingrid Persohn      | Doris Matwew         | Gisela Röhl          |
| 1972 | Ursula Bürger       |                      |                      |
| 1973 | Gisela Röhl         | Ingrid Persohn       | Doris Matwew         |
| 1974 | Gisela Röhl         | Renate Schabbel      | Gisela Nagel         |
| 1975 | Ingrid Persohn      | Gisela Röhl          | Ingrid Hellfrisch    |
| 1976 | Marianne Stuwe      | Uta Rathmann         | Gisela Röhl          |
| 1977 | Beate Habetz        | Marianne Stuwe       | Uta Rathmann         |
| 1978 | Beate Habetz        | Uta Rathmann         | Marianne Stuwe       |
| 1979 | Beate Habetz        | Marianne Stuwe       | Uta Rathmann         |
| 1980 | Beate Habetz        | Gabi Habetz          | Claudia Kaul         |
| 1981 | Gabi Habetz         | Marianne Stuwe       | Beate Habetz         |
| 1982 | Beate Habetz        | Claudia Kaul         | Claudia Lommatzsch   |
| 1983 | Beate Habetz        | Gabi Altweck         | Birgit Strecke       |
| 1984 | Sandra Schumacher   | Ines Varenkamp       | Gabi Altweck         |
| 1985 | Sandra Schumacher   | Ute Enzenauer        | Monika Diebel        |
| 1986 | Ute Enzenauer       | Angelika Darsch      | Birgit Förstl        |
| 1987 | Ute Enzenauer       | Jutta Niehaus        | Andrea Schütze       |
| 1988 | Ines Varenkamp      | Jutta Niehaus        | Viola Paulitz        |
| 1989 | Viola Paulitz       | Jutta Niehaus        | Petra Koch           |
| 1990 | Heidi Metzger       | Jutta Niehaus        | Petra Rossner        |
| 1991 | Heidi Metzger       | Andrea Schütze       | Gabi Altweck         |
| 1992 | Viola Paulitz       | Sybille Lamparter    | Monika Diebel        |
| 1993 | Claudia Lehmann     | Ina-Yoko Teutenberg  | Sybille Lamparter    |
| 1994 | Regina Schleicher   | Claudia Lehmann      | Elena Unruh          |
| 1995 | Hanka Kupfernagel   | Lado Hohlfeld        | Ina-Yoko Teutenberg  |
| 1996 | Viola Paulitz       | Lado Hohlfeld        | Petra Rossner        |
| 1997 | Hanka Kupfernagel   | Lado Hohlfeld        | Judith Arndt         |
| 1998 | Hanka Kupfernagel   | Judith Arndt         | Sandra Missbach      |
| 1999 | Hanka Kupfernagel   | Petra Rossner        | Kerstin Scheitle     |
| 2000 | Hanka Kupfernagel   | Kerstin Scheitle     | Tanja Schmidt-Hennes |
| 2001 | Petra Rossner       | Hanka Kupfernagel    | Judith Arndt         |
| 2002 | Judith Arndt        | Petra Rossner        | Regina Schleicher    |
| 2003 | Trixi Worrack       | Christiane Soeder    | Tina Liebig          |
| 2004 | Petra Rossner       | Regina Schleicher    | Angela Brodtka       |
| 2005 | Regina Schleicher   | Tanja Schmidt-Hennes | Angela Brodtka       |
| 2006 | Claudia Häusler     | Theresa Senff        | Tina Liebig          |
| 2007 | Luza Keller         | Claudia Häusler      | Angela Brodtka       |
| 2008 | Luza Keller         | Eva Lutz             | Tina Liebig          |
| 2009 | Ina-Yoko Teutenberg | Marlen Jöhrend       | Regina Schleicher    |
| 2010 | Charlotte Becker    | Judith Arndt         | Trixi Worrack        |
| 2011 | Ina-Yoko Teutenberg | Judith Arndt         | Hanka Kupfernagel    |
| 2012 | Judith Arndt        | Charlotte Becker     | Trixi Worrack        |
| 2013 | Trixi Worrack       | Elke Gebhardt        | Romy Kasper          |
| 2014 | Lisa Brennauer      | Trixi Worrack        | Martina Zwick        |
| 2015 | Trixi Worrack       | Claudia Lichtenberg  | Lisa Brennauer       |
| 2016 | Mieke Kröger        | Lisa Brennauer       | Jenny Hofmann        |
| 2017 | Lisa Klein          | Lisa Brennauer       | Charlotte Becker     |
| 2018 |                     |                      |                      |
| 2019 |                     |                      |                      |
| 2020 |                     |                      |                      |
| 2021 |                     |                      |                      |
| 2022 |                     |                      |                      |
| 2023 |                     |                      |                      |
| 2024 |                     |                      |                      |

*Nota : Christiane Soeder é naturalizada austríaca em 2003.
- Vários títulos :
  - 6 : Beate Habetz
  - 5 : Hanka Kupfernagel
  - 3 : Viola Paulitz-Müller, Ingrid Weigel-Persohn, Trixi Worrack, Lisa Brennauer
  - 2 : Judith Arndt, Ute Enzenauer, Luza Keller, Sandra Kratz-Schumacher, Heidi Metzger, Gisela Röhl, Petra Rossner, Regina Schleicher, Ina-Yoko Teutenberg

## Estatísticas

### Mais vitórias
| Ciclista              | Vitórias | Anos              |
| --------------------- | -------- | ----------------- |
| Erich Bautz           | 3        | 1937, 1941 e 1950 |
| Hans Junkermann       | 3        | 1959, 1960 e 1961 |
| Winfried Boelke       | 3        | 1965, 1966 e 1967 |
| Gregor Braun          | 3        | 1978, 1980 e 1983 |
| Udo Bölts             | 3        | 1990, 1995 e 1999 |
| Fabian Wegmann        | 3        | 2007, 2008 e 2012 |
| André Greipel         | 3        | 2013, 2014 e 2016 |
| Richard Golle         | 2        | 1919 e 1923       |
| Richard Huschke       | 2        | 1922 e 1925       |
| Ludwig Hoermann       | 2        | 1949 e 1952       |
| Rudi Altig            | 2        | 1964 e 1970       |
| Dietrich Thurau       | 2        | 1975 e 1976       |
| Hans Neumayer         | 2        | 1981 e 1982       |
| Raimund Dietzen       | 2        | 1984 e 1986       |
| Jan Ullrich           | 2        | 1997 e 2001       |
| Erik Zabel            | 2        | 1998 e 2003       |
| Maximilian Schachmann | 2        | 2019 e 2021       |

| Ciclista             | Vitórias | Anos                                |
| -------------------- | -------- | ----------------------------------- |
| Beate Habetz         | 6        | 1977, 1978, 1979, 1980, 1982 e 1983 |
| Hanka Kupfernagel    | 5        | 1995, 1997, 1998, 1999 e 2000       |
| Ingrid Persohn       | 3        | 1970, 1971 e 1975                   |
| Viola Paulitz-Müller | 3        | 1989, 1992 e 1996                   |
| Trixi Worrack        | 3        | 2003, 2013 e 2015                   |
| Gisela Röhl          | 2        | 1973 e 1974                         |
| Sandra Schumacher    | 2        | 1984 e 1985                         |
| Ute Enzenauer        | 2        | 1986 e 1987                         |
| Heidi Metzger        | 2        | 1990 e 1991                         |
| Petra Rossner        | 2        | 2001 e 2004                         |
| Judith Arndt         | 2        | 2002 e 2012                         |
| Luise Keller         | 2        | 2007 e 2008                         |
| Ina-Yoko Teutenberg  | 2        | 2009 e 2011                         |
| Lisa Brennauer       | 2        | 2014 e 2019                         |